# Moreni (okręg Dolj)
Moreni – wieś w Rumunii, w okręgu Dolj, w gminie Cetate. W 2011 roku liczyła 587 mieszkańców.